# 罗韦莉丝·佩纳多

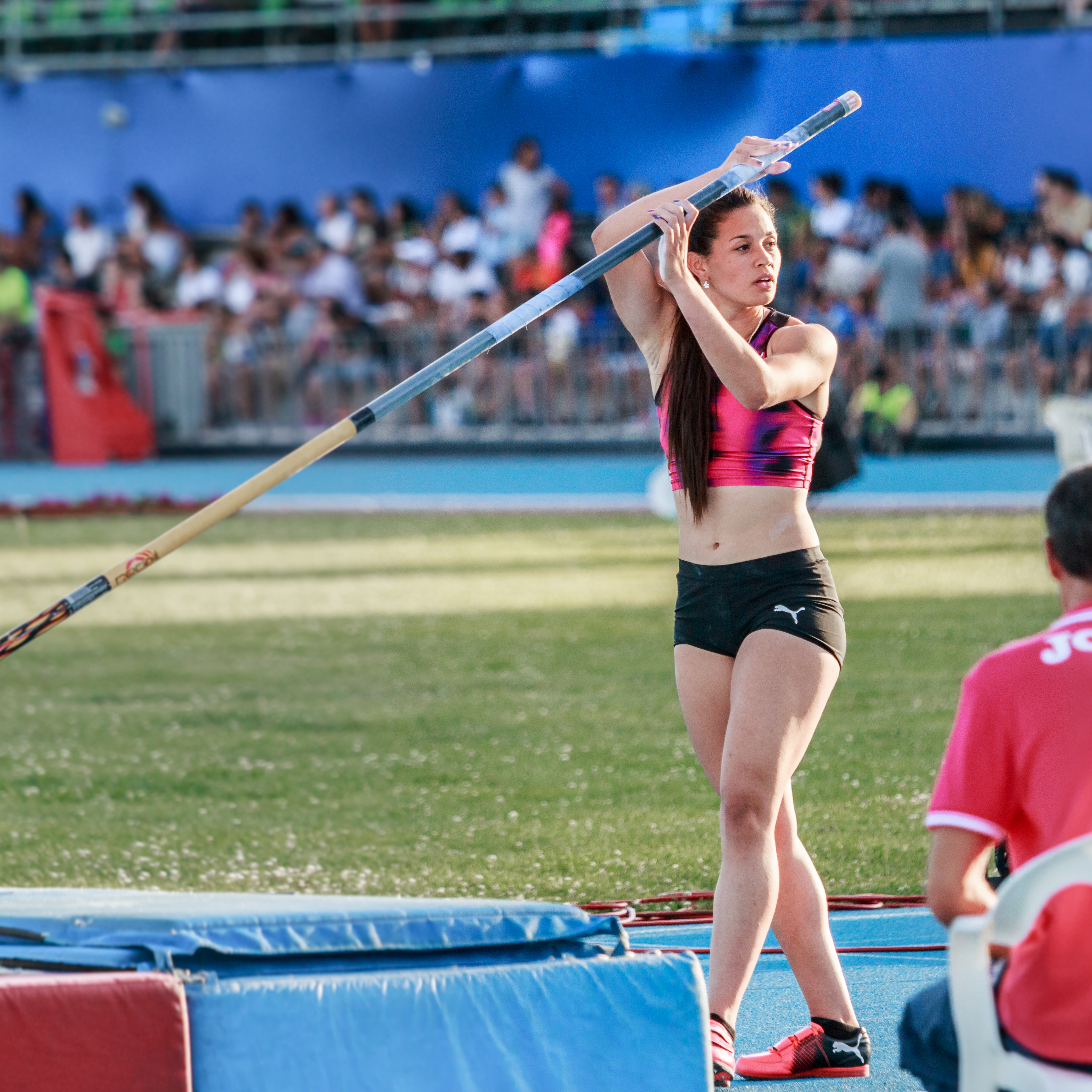
罗韦莉丝·佩纳多

罗韦莉丝·佩纳多（西班牙語：Robeilys Peinado，1997年11月26日—）是一名专长于撑杆跳高的委内瑞拉田径运动员。她在2017年世界田径锦标赛上赢得了铜牌。除此之外，她在数个年龄级别中获得了多枚奖牌。佩纳多原本是一名体操选手，但于12岁时因身高太高而改练习撑杆跳高。